# Муравей (тендер)
«Муравей» — парусный тендер Каспийской флотилии Российской империи, находившийся в составе флота с 1821 по 1837 год, участник русско-персидской войны 1826—1828 годов, в том числе в действиях армии и флота под Ленкоранью. Во время службы принимал участие в крейсерских плаваниях и столкновениях с неприятелем во время войны, также использовался для несения брандвахтенной службы, перевозки пассажиров, войск и продовольствия.

## Описание судна
Парусный одномачтовый тендер с деревянным корпусом. Длина судна по сведениям из различных источников составляла 19,8—19,81 метра, ширина — 6,68—6,9 метра, а осадка — 3,3—3,31 метра. Вооружение тендера состояло из 6 орудий. Тендер был способен перевозить до 150 десантников на борту.

## История службы
Тендер «Муравей» был заложен на стапеле Казанского адмиралтейства 22 ноября (4 декабря) 1820 года и после спуска на воду 16 (28) мая 1821 года вошёл в состав Каспийской флотилии России. Строительство вёл кораблестроитель А. П. Антипьев.
В 1821 году тендер совершил переход по Волге из Казани в Астрахань, в том же году заступил для несения брандвахтенной службы у острова Четырёхбугорный. В кампанию следующего 1822 года совершал плавания у берегов Персии в районе острова Сара. В кампании с 1823 по 1825 год ежегодно выходил в плавания в Каспийское море. В том числе в 1824 году совершал крейсерские плавания у персидских берегов, а затем перешёл из Баку в Астрахань.
Во время русско-персидской войны 1826—1828 годов с июля 1826 года по февраль 1828 года принимал участие в действиях судов Каспийской флотилии, оказывавших содействие Кавказской армии. В кампанию 1826 года входил в отряд под командованием капитан-лейтенанта барона Р. Н. Левендаля. В начале кампании отряд находился у острова Сара, и, после получения известия о появлении у Ленкорани персидских судов, направился на помощь гарнизону крепости. Прибыв к Ленкорани, отряд вступил в бой с персидскими киржимами и после победы над ними корабли отряда остались на ленкоранском рейде. 1 (13) августа на кораблях отряда и захваченных во время боя киржимах проводилась эвакуация в Баку гарнизона крепости и местных жителей, покидавших Ленкорань вследствие наступления превосходящих сил противника. В августе того же года на тендере предпринималась попытка захвата персидских береговых укреплений в Энзелийском заливе, однако в связи с поднявшимся ветром и туманом корабль вынужден был уйти в море. Взяв курс на восток, тендер захватил и затопил три неприятельских киржима, предварительно забрав с них трофеи и оружие. В начале сентября тендер прибыл в Астрабадский залив, затем вдоль побережья дошёл до Серебряного бугра, где к нему подошли туркменские лодки, экипажи которых предложили свои услуги в войне с Персией.
В 1827 году тендер вновь совершал крейсерские плавания в Каспийском море у персидских берегов, а в кампанию 1828 года принимал участие в доставке продовольствия из Астрахани в расположение войск кавказской армии.
После войны с 1828 по 1832 год, а также в 1834 и 1835 годах нёс брандвахтенную службу у острова Четырёхбугорный.
По окончании службы в 1837 году тендер «Муравей» был разобран в Астрахани.

## Командиры судна
Командирами тендера «Муравей» в разное время служили:
- мичман М. М. Шамшев (до июля 1821 года)[14];
- лейтенант А. М. Юрьев (с июля 1821 года до 1822 год)[15];
- лейтенант И. И. Нелидов (1823 год)[16];
- лейтенант В. В. Вахтин (1824—1827 годы)[17];
- лейтенант А. Ф. Жедринский (1828 год и 1831—1832 годы)[18];
- лейтенант И. М. Алексеев (1829—1830 годы)[19];
- Слепцов (1833 год)[комм. 4];
- лейтенант А. С. Костыгов (1834—1835 годы)[6].